# Liste des îles de Wallis-et-Futuna
La collectivité d'outre-mer française de Wallis-et-Futuna, en Océanie, compte trois îles (Wallis d'une part, Futuna et Alofi d'autre part) et plusieurs îlots (motu) dans le lagon de Wallis.

## Îles Horn

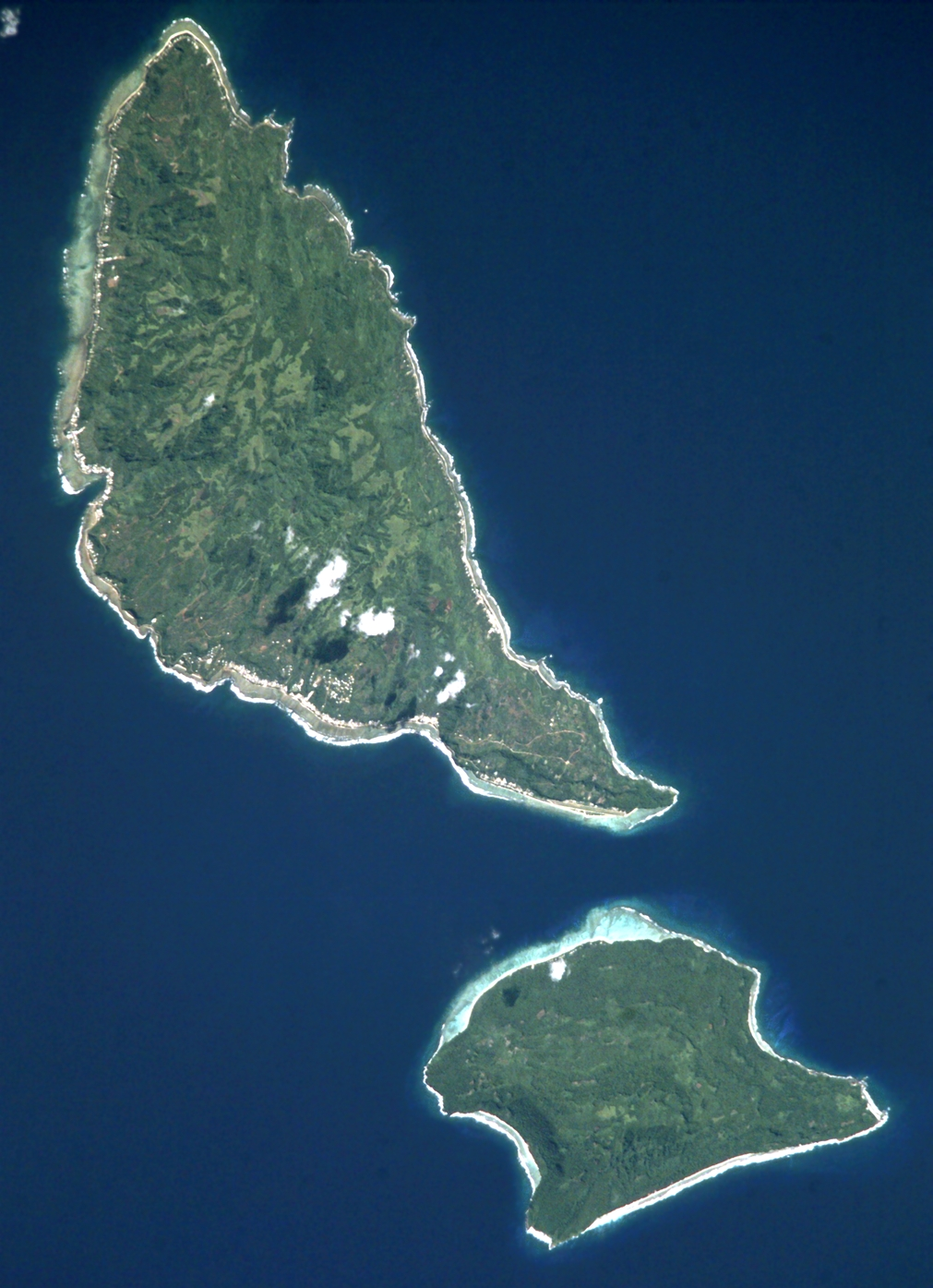
Image satellite des îles Horn (Futuna en haut, Alofi en bas).

Futuna et Alofi constituent les îles Horn. Elles tiennent leur nom de navigateurs hollandais originaires de Hoorn et qui passent quelques jours sur ces deux îles en 1616. Les deux îles sont séparées par un bras de mer appelé vasa en futunien. Depuis la fin du XIXe siècle, Alofi n'est presque plus habitée.

## Wallis

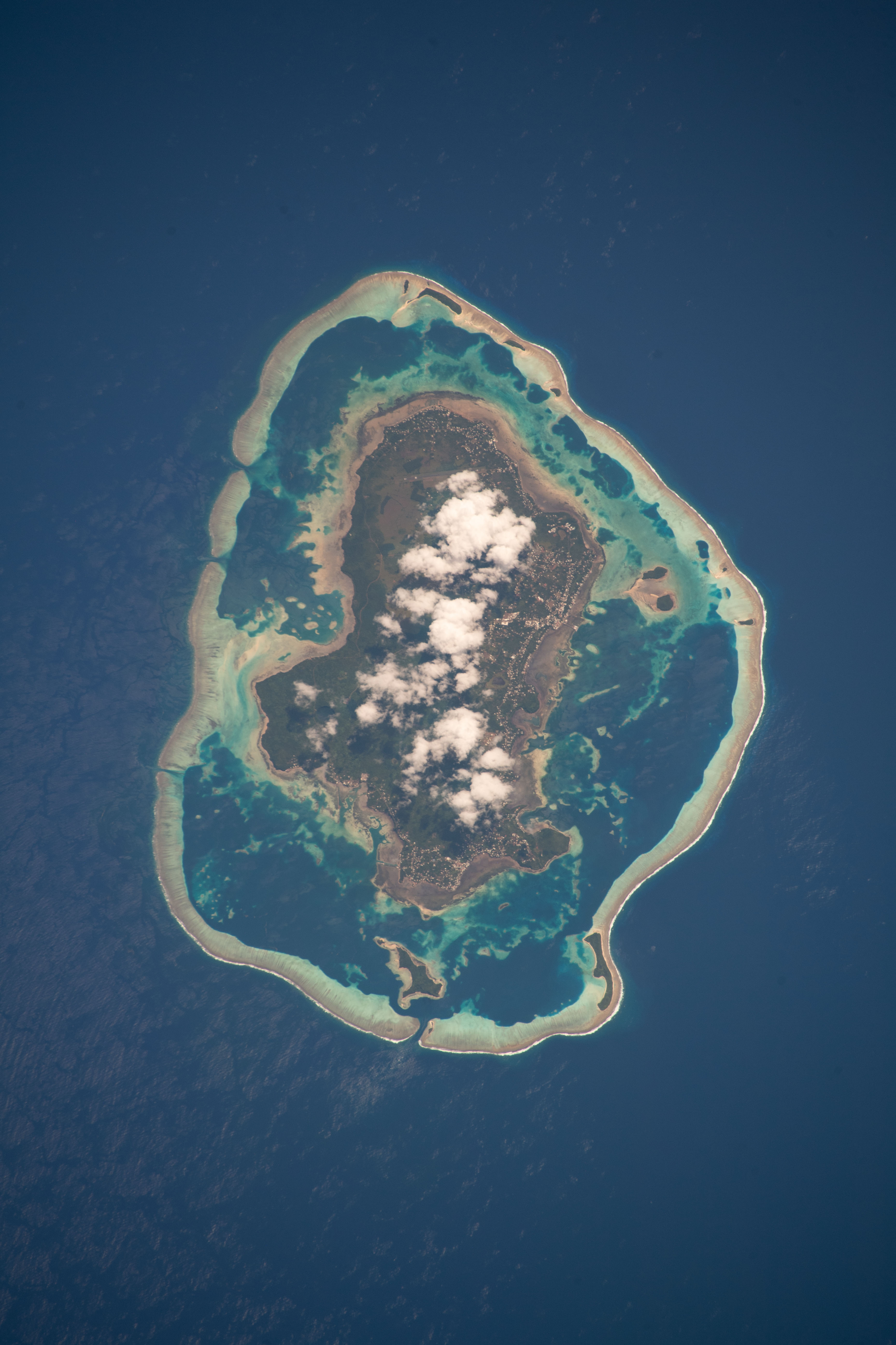
Wallis et les îlots de son lagon.

Wallis, appelée en wallisien Uvea, est une île entourée d'un lagon bordé par un récif corallien. Wallis compte une quinzaine d'îlots (motu) répartis au nord, à l'est et au sud du lagon. 

### Hihifo (nord)
Au nord (district de Hihifo), on trouve les îlots suivants, du nord au sud :
| îlots        | Photo |
| ------------ | ----- |
| Nukufotu     |       |
| Nukula'ela'e |       |
| Nukuloa      |       |
| Ulu'iutu     |       |
| Nukuteatea   |       |
| Nukutapu     |       |

### Hahake (est)
À l'est (district de Hahake), on trouve les îlots suivants (du nord au sud) :
| îlots      | Photo |
| ---------- | ----- |
| Luaniva    |       |
| Nukuhione  |       |
| Tekaviki   |       |
| Fugalei    |       |
| Nukuhifala |       |

### Mu'a (sud)
Au sud (district de Mu'a), on trouve les îlots suivants (d'est en ouest approximativement) :
| îlots                 | Photo |
| --------------------- | ----- |
| Faioa                 |       |
| Nukufetau             |       |
| Nukumotu              |       |
| Nukuatea              |       |
| Nukuafo               |       |
| Fenuafo'ou            |       |
| îlot Saint-Christophe |       |